# Cyperus ornatus
Cyperus ornatus är en halvgräsart som beskrevs av Robert Brown. Cyperus ornatus ingår i släktet papyrusar, och familjen halvgräs. Inga underarter finns listade i Catalogue of Life.